# 趙鶴 (正德進士)
趙鶴（1479年—？年），字鳴遠，山西遼州人，民籍。

## 生平
治《春秋》，行三，由國子生中式辛酉科（1501年）山西鄉試第六十一名舉人，年三十歲中式正德三年（1508年）戊辰科會試第一百八十一名，第三甲第一百十一名進士。四年五月授都察院理刑进士，选授监察御史，五年三月考察，以短于激扬，历练未纯，调改府推官，八年（1513年）升成都府同知，历升四川按察司佥事，居官清慎，声名卓然。后家居，二十年慎取，与有雅操，士论翕服。著有《春秋時事》、《史正》。

## 家族
曾祖趙通。祖父趙端。父趙玉。母张氏。严侍下，兄鳳、鹏。